# Lijst van spoorwegstations in het Verenigd Koninkrijk - P
Dit is een lijst van spoorwegstations in het Verenigd Koninkrijk waarvan de naam begint met een P.
| Station                   | Code | Graafschap/ County/ City | District            | Beheerder                    | Passagiers in/uit 2004-2005 (mln) | Passagiers in/uit 2005-2006 (mln) | Passagiers in/uit 2006-2007 (mln) | Passagiers in/uit 2007-2008 (mln) | Passagiers in/uit 2008-2009 (mln) |
| ------------------------- | ---- | ------------------------ | ------------------- | ---------------------------- | --------------------------------- | --------------------------------- | --------------------------------- | --------------------------------- | --------------------------------- |
| Paddock Wood              | PDW  | Kent                     | Tunbridge Wells     | Southeastern                 | 1,072                             | 1,091                             | 1,138                             | 1,195                             | 1,171                             |
| Padgate                   | PDG  | Warrington               |                     | Northern Rail                | 0,055                             | 0,063                             | 0,06                              | 0,061                             | 0,069                             |
| Paignton                  | PGN  | Torbay                   |                     | Great Western Railway        | 0,346                             | 0,335                             | 0,372                             | 0,427                             | 0,458                             |
| Paisley Canal             | PCN  | Renfrewshire             |                     | ScotRail                     | 0,158                             | 0,176                             | 0,188                             | 0,19                              | 0,232                             |
| Paisley Gilmour Street    | PYG  | Renfrewshire             |                     | ScotRail                     | 2,832                             | 3,069                             | 3,152                             | 3,22                              | 4,688                             |
| Paisley St James          | PYJ  | Renfrewshire             |                     | ScotRail                     | 0,022                             | 0,026                             | 0,026                             | 0,026                             | 0,041                             |
| Palmers Green             | PAL  | Groot-Londen             | Enfield             | Govia Thameslink Railway     | 0,774                             | 0,795                             | 1,503                             | 1,816                             | 1,483                             |
| Pangbourne                | PAN  | West Berkshire           |                     | Great Western Railway        | 0,358                             | 0,354                             | 0,379                             | 0,393                             | 0,402                             |
| Pannal                    | PNL  | North Yorkshire          | Harrogate           | Northern Rail                | 0,095                             | 0,094                             | 0,094                             | 0,098                             | 0,106                             |
| Pantyffynnon              | PTF  | Carmarthenshire          |                     | Transport for Wales          | 0,004                             | 0,004                             | 0,002                             | 0,004                             | 0,004                             |
| Par                       | PAR  | Cornwall                 | Restormel           | Great Western Railway        | 0,095                             | 0,112                             | 0,12                              | 0,14                              | 0,161                             |
| Parbold                   | PBL  | Lancashire               | West Lancashire     | Northern Rail                | 0,087                             | 0,104                             | 0,107                             | 0,111                             | 0,111                             |
| Park Street               | PKT  | Hertfordshire            | St. Albans          | West Midland Trains          | 0,028                             | 0,03                              | 0,029                             | 0,033                             | 0,032                             |
| Parkstone                 | PKS  | Poole                    |                     | South West Trains            | 0,13                              | 0,127                             | 0,139                             | 0,15                              | 0,155                             |
| Parson Street             | PSN  | Bristol                  |                     | Great Western Railway        | 0,007                             | 0,014                             | 0,019                             | 0,033                             | 0,047                             |
| Partick                   | PTK  | Glasgow City             |                     | ScotRail                     | 1,342                             | 1,584                             | 1,645                             | 1,709                             | 2,493                             |
| Parton                    | PRN  | Cumbria                  | Copeland            | Northern Rail                | 0,004                             | 0,005                             | 0,005                             | 0,005                             | 0,005                             |
| Patchway                  | PWY  | South Gloucestershire    |                     | Great Western Railway        | 0,022                             | 0,034                             | 0,042                             | 0,045                             | 0,045                             |
| Patricroft                | PAT  | Greater Manchester       | Salford             | Northern Rail                | 0,017                             | 0,02                              | 0,022                             | 0,023                             | 0,03                              |
| Patterton                 | PTT  | East Renfrewshire        |                     | ScotRail                     | 0,293                             | 0,308                             | 0,342                             | 0,328                             | 0,386                             |
| Peartree                  | PEA  | Derby                    |                     | East Midlands Railway        | 0,001                             | 0,001                             | 0,001                             | 0,001                             | 0,002                             |
| Peckham Rye               | PMR  | Groot-Londen             | Southwark           | Southern                     | 1,552                             | 1,58                              | 2,57                              | 2,503                             | 2,571                             |
| Pegswood                  | PEG  | Northumberland           | Castle Morpeth      | Northern Rail                | 0,004                             | 0,003                             | 0,002                             | 0,002                             | 0,003                             |
| Pemberton                 | PEM  | Greater Manchester       | Wigan               | Northern Rail                | 0,035                             | 0,041                             | 0,037                             | 0,038                             | 0,045                             |
| Pembrey and Burry Port    | PBY  | Carmarthenshire          |                     | Transport for Wales          | 0,077                             | 0,082                             | 0,089                             | 0,099                             | 0,109                             |
| Pembroke                  | PMB  | Pembrokeshire            |                     | Transport for Wales          | 0,021                             | 0,023                             | 0,024                             | 0,025                             | 0,026                             |
| Pembroke Dock             | PMD  | Pembrokeshire            |                     | Transport for Wales          | 0,03                              | 0,03                              | 0,036                             | 0,041                             | 0,039                             |
| Penally                   | PNA  | Pembrokeshire            |                     | Transport for Wales          | 0,004                             | 0,005                             | 0,005                             | 0,005                             | 0,005                             |
| Penarth                   | PEN  | Vale of Glamorgan        |                     | Transport for Wales          | 0,453                             | 0,45                              | 0,515                             | 0,558                             | 0,585                             |
| Pencoed                   | PCD  | Bridgend                 |                     | Transport for Wales          | 0,165                             | 0,161                             | 0,177                             | 0,194                             | 0,205                             |
| Pengam                    | PGM  | Caerphilly               |                     | Transport for Wales          | 0,375                             | 0,398                             | 0,426                             | 0,485                             | 0,47                              |
| Penge East                | PNE  | Groot-Londen             | Bromley             | Southeastern                 | 0,689                             | 0,596                             | 1,188                             | 1,246                             | 1,278                             |
| Penge West                | PNW  | Groot-Londen             | Bromley             | Southern                     | 0,247                             | 0,271                             | 0,195                             | 0,284                             | 0,245                             |
| Penhelig                  | PHG  | Gwynedd                  |                     | Transport for Wales          | 0,009                             | 0,006                             | 0,007                             | 0,007                             | 0,006                             |
| Penistone                 | PNS  | South Yorkshire          | Barnsley            | Northern Rail                | 0,107                             | 0,109                             | 0,092                             | 0,096                             | 0,124                             |
| Penkridge                 | PKG  | Staffordshire            | South Staffordshire | West Midland Trains          | 0,047                             | 0,065                             | 0,083                             | 0,1                               | 0,145                             |
| Penmaenmawr               | PMW  | Conwy                    |                     | Transport for Wales          | 0,008                             | 0,008                             | 0,009                             | 0,011                             | 0,01                              |
| Penmere                   | PNM  | Cornwall                 | Carrick             | Great Western Railway        | 0,072                             | 0,077                             | 0,076                             | 0,079                             | 0,092                             |
| Penrhiwceiber             | PER  | Rhondda Cynon Taf        |                     | Transport for Wales          | 0,059                             | 0,059                             | 0,069                             | 0,07                              | 0,071                             |
| Penrhyndeudraeth          | PRH  | Gwynedd                  |                     | Transport for Wales          | 0,048                             | 0,056                             | 0,053                             | 0,099                             | 0,081                             |
| Penrith                   | PNR  | Cumbria                  | Eden                | Virgin Trains                | 0,241                             | 0,267                             | 0,308                             | 0,341                             | 0,359                             |
| Penryn                    | PYN  | Cornwall                 | Carrick             | Great Western Railway        | 0,053                             | 0,059                             | 0,067                             | 0,077                             | 0,086                             |
| Pensarn                   | PES  | Gwynedd                  |                     | Transport for Wales          | 0,002                             | 0,002                             | 0,002                             | 0,003                             | 0,003                             |
| Penshurst                 | PHR  | Kent                     | Sevenoaks           | Southeastern                 | 0,037                             | 0,036                             | 0,034                             | 0,042                             | 0,045                             |
| Pentre-bach               | PTB  | Merthyr Tydfil           |                     | Transport for Wales          | 0,01                              | 0,009                             | 0,011                             | 0,012                             | 0,011                             |
| Pen-y-Bont                | PNY  | Powys                    |                     | Transport for Wales          | 0,001                             | 0,001                             | 0,001                             | 0,001                             | 0,001                             |
| Penyffordd                | PNF  | Flintshire               |                     | Transport for Wales          | 0,018                             | 0,019                             | 0,017                             | 0,015                             | 0,017                             |
| Penzance                  | PNZ  | Cornwall                 | Penwith             | Great Western Railway        | 0,403                             | 0,414                             | 0,462                             | 0,498                             | 0,526                             |
| Perranwell                | PRW  | Cornwall                 | Carrick             | Great Western Railway        | 0,01                              | 0,01                              | 0,01                              | 0,01                              | 0,013                             |
| Perry Barr                | PRY  | West Midlands            | Birmingham          | West Midland Trains          | 0,126                             | 0,148                             | 0,164                             | 0,173                             | 0,329                             |
| Pershore                  | PSH  | Worcestershire           | Wychavon            | Great Western Railway        | 0,053                             | 0,063                             | 0,062                             | 0,062                             | 0,062                             |
| Perth (Schotland)         | PTH  | Perth and Kinross        |                     | ScotRail                     | 0,642                             | 0,695                             | 0,701                             | 0,763                             | 0,835                             |
| Peterborough              | PBO  | Peterborough             |                     | London North Eastern Railway | 3,69                              | 3,72                              | 3,96                              | 4,071                             | 4,1                               |
| Petersfield               | PTR  | Hampshire                | East Hampshire      | South West Trains            | 1,006                             | 1,041                             | 1,096                             | 1,195                             | 1,229                             |
| Petts Wood                | PET  | Groot-Londen             | Bromley             | Southeastern                 | 1,593                             | 1,619                             | 1,952                             | 2,097                             | 2,084                             |
| Pevensey and Westham      | PEV  | East Sussex              | Wealden             | Southern                     | 0,132                             | 0,134                             | 0,136                             | 0,144                             | 0,136                             |
| Pevensey Bay              | PEB  | East Sussex              | Wealden             | Southern                     | 0,002                             | 0,003                             | 0,003                             | 0,003                             | 0,004                             |
| Pewsey                    | PEW  | Wiltshire                | Kennet              | Great Western Railway        | 0,142                             | 0,147                             | 0,151                             | 0,17                              | 0,179                             |
| Pilning                   | PIL  | South Gloucestershire    |                     | Great Western Railway        | 0                                 | 0                                 | 0                                 | 0                                 | 0                                 |
| Pinhoe                    | PIN  | Devon                    | Exeter              | South West Trains            | 0,013                             | 0,018                             | 0,024                             | 0,029                             | 0,038                             |
| Pitlochry                 | PIT  | Perth and Kinross        |                     | ScotRail                     | 0,085                             | 0,089                             | 0,078                             | 0,079                             | 0,083                             |
| Pitsea                    | PSE  | Essex                    | Basildon            | c2c                          | 0,87                              | 0,912                             | 0,973                             | 1,046                             | 1,067                             |
| Pleasington               | PLS  | Blackburn with Darwen    |                     | Northern Rail                | 0,008                             | 0,006                             | 0,007                             | 0,008                             | 0,008                             |
| Plockton                  | PLK  | Highland                 |                     | ScotRail                     | 0,009                             | 0,008                             | 0,008                             | 0,009                             | 0,009                             |
| Pluckley                  | PLC  | Kent                     | Ashford             | Southeastern                 | 0,088                             | 0,082                             | 0,1                               | 0,107                             | 0,111                             |
| Plumley                   | PLM  | Cheshire                 | Macclesfield        | Northern Rail                | 0,016                             | 0,017                             | 0,016                             | 0,016                             | 0,015                             |
| Plumpton                  | PMP  | East Sussex              | Lewes               | Southern                     | 0,085                             | 0,091                             | 0,097                             | 0,115                             | 0,116                             |
| Plumstead                 | PLU  | Groot-Londen             | Greenwich           | Southeastern                 | 0,748                             | 0,763                             | 1,258                             | 1,385                             | 1,341                             |
| Plymouth                  | PLY  | Plymouth                 |                     | Great Western Railway        | 1,519                             | 1,629                             | 1,846                             | 2,027                             | 2,25                              |
| Pokesdown                 | POK  | Bournemouth              |                     | South West Trains            | 0,233                             | 0,263                             | 0,268                             | 0,286                             | 0,288                             |
| Polegate                  | PLG  | East Sussex              | Wealden             | Southern                     | 0,76                              | 0,804                             | 0,842                             | 0,906                             | 0,864                             |
| Polesworth                | PSW  | Warwickshire             | North Warwickshire  | West Midland Trains          | 0                                 | 0                                 | 0,001                             | 0                                 | 0                                 |
| Pollokshaws East          | PWE  | Glasgow City             |                     | ScotRail                     | 0,11                              | 0,147                             | 0,158                             | 0,164                             | 0,219                             |
| Pollokshaws West          | PWW  | Glasgow City             |                     | ScotRail                     | 0,052                             | 0,062                             | 0,067                             | 0,067                             | 0,093                             |
| Pollokshields East        | PLE  | Glasgow City             |                     | ScotRail                     | 0,156                             | 0,175                             | 0,185                             | 0,193                             | 0,238                             |
| Pollokshields West        | PLW  | Glasgow City             |                     | ScotRail                     | 0,118                             | 0,127                             | 0,13                              | 0,141                             | 0,186                             |
| Polmont                   | PMT  | Falkirk                  |                     | ScotRail                     | 0,587                             | 0,607                             | 0,617                             | 0,634                             | 0,64                              |
| Polsloe Bridge            | POL  | Devon                    | Exeter              | Great Western Railway        | 0,044                             | 0,044                             | 0,051                             | 0,054                             | 0,063                             |
| Ponders End               | PON  | Groot-Londen             | Enfield             | National Express East Anglia | 0,126                             | 0,122                             | 0,239                             | 0,288                             | 0,27                              |
| Pontarddulais             | PTD  | Swansea                  |                     | Transport for Wales          | 0,003                             | 0,003                             | 0,003                             | 0,004                             | 0,004                             |
| Pontefract Baghill        | PFR  | West Yorkshire           | Wakefield           | Northern Rail                | 0                                 | 0                                 | 0,065                             | 0,004                             | 0,004                             |
| Pontefract Monkhill       | PFM  | West Yorkshire           | Wakefield           | Northern Rail                | 0,113                             | 0,146                             | 0,066                             | 0,127                             | 0,157                             |
| Pontefract Tanshelf       | POT  | West Yorkshire           | Wakefield           | Northern Rail                | 0,025                             | 0,029                             | 0,033                             | 0,04                              | 0,043                             |
| Pontlottyn                | PLT  | Caerphilly               |                     | Transport for Wales          | 0,018                             | 0,014                             | 0,016                             | 0,017                             | 0,017                             |
| Pontyclun                 | PYC  | Rhondda Cynon Taf        |                     | Transport for Wales          | 0,174                             | 0,176                             | 0,19                              | 0,208                             | 0,223                             |
| Pont-y-Pant               | PYP  | Conwy                    |                     | Transport for Wales          | 0,001                             | 0,001                             | 0,001                             | 0,001                             | 0,002                             |
| Pontypool and New Inn     | PPL  | Torfaen                  |                     | Transport for Wales          | 0,04                              | 0,037                             | 0,033                             | 0,035                             | 0,035                             |
| Pontypridd                | PPD  | Rhondda Cynon Taf        |                     | Transport for Wales          | 0,68                              | 0,704                             | 0,778                             | 0,783                             | 0,785                             |
| Poole                     | POO  | Poole                    |                     | South West Trains            | 1,069                             | 1,027                             | 1,07                              | 1,214                             | 1,212                             |
| Poppleton                 | POP  | York                     |                     | Northern Rail                | 0,044                             | 0,05                              | 0,052                             | 0,057                             | 0,061                             |
| Port Glasgow              | PTG  | Inverclyde               |                     | ScotRail                     | 0,379                             | 0,404                             | 0,415                             | 0,419                             | 0,599                             |
| Port Sunlight             | PSL  | Merseyside               | Wirral              | Merseyrail                   | 0,22                              | 0,238                             | 0,237                             | 0,25                              | 0,672                             |
| Port Talbot Parkway       | PTA  | Neath Port Talbot        |                     | Transport for Wales          | 0,29                              | 0,301                             | 0,352                             | 0,403                             | 0,444                             |
| Portchester               | PTC  | Hampshire                | Fareham             | South West Trains            | 0,269                             | 0,281                             | 0,27                              | 0,278                             | 0,319                             |
| Porth                     | POR  | Rhondda Cynon Taf        |                     | Transport for Wales          | 0,315                             | 0,293                             | 0,271                             | 0,28                              | 0,284                             |
| Porthmadog                | PTM  | Gwynedd                  |                     | Transport for Wales          | 0,045                             | 0,04                              | 0,054                             | 0,058                             | 0,069                             |
| Portlethen                | PLN  | Aberdeenshire            |                     | ScotRail                     | 0,011                             | 0,015                             | 0,021                             | 0,022                             | 0,02                              |
| Portslade                 | PLD  | Brighton and Hove        |                     | Southern                     | 0,608                             | 0,63                              | 0,682                             | 0,773                             | 0,819                             |
| Portsmouth and Southsea   | PMS  | Portsmouth               |                     | South West Trains            | 3,052                             | 3,419                             | 2,018                             | 1,905                             | 2,281                             |
| Portsmouth Arms           | PMA  | Devon                    | North Devon         | Great Western Railway        | 0                                 | 0,001                             | 0,001                             | 0,001                             | 0,001                             |
| Portsmouth Harbour        | PMH  | Portsmouth               |                     | South West Trains            | 0,62                              | 0,43                              | 1,391                             | 1,643                             | 1,826                             |
| Possilpark and Parkhouse  | PPK  | Glasgow City             |                     | ScotRail                     | 0,033                             | 0,038                             | 0,06                              | 0,079                             | 0,107                             |
| Potters Bar               | PBR  | Hertfordshire            | Hertsmere           | Govia Thameslink Railway     | 1,44                              | 1,445                             | 1,604                             | 1,681                             | 1,649                             |
| Poulton-le-Fylde          | PFY  | Lancashire               | Wyre                | Northern Rail                | 0,301                             | 0,321                             | 0,339                             | 0,365                             | 0,384                             |
| Poynton                   | PYT  | Cheshire                 | Macclesfield        | Northern Rail                | 0,1                               | 0,133                             | 0,15                              | 0,168                             | 0,179                             |
| Prees                     | PRS  | Shropshire               | North Shropshire    | Transport for Wales          | 0,006                             | 0,006                             | 0,006                             | 0,006                             | 0,008                             |
| Prescot                   | PSC  | Merseyside               | Knowsley            | Northern Rail                | 0,11                              | 0,124                             | 0,138                             | 0,142                             | 0,465                             |
| Prestatyn                 | PRT  | Denbighshire             |                     | Transport for Wales          | 0,248                             | 0,25                              | 0,277                             | 0,283                             | 0,321                             |
| Prestbury                 | PRB  | Cheshire                 | Macclesfield        | Northern Rail                | 0,025                             | 0,035                             | 0,039                             | 0,042                             | 0,041                             |
| Preston                   | PRE  | Lancashire               | Preston             | Virgin Trains                | 3,085                             | 3,246                             | 3,418                             | 3,647                             | 3,726                             |
| Preston Park              | PRP  | Brighton and Hove        |                     | Southern                     | 0,284                             | 0,268                             | 0,287                             | 0,302                             | 0,32                              |
| Prestonpans               | PST  | East Lothian             |                     | ScotRail                     | 0,108                             | 0,129                             | 0,143                             | 0,17                              | 0,193                             |
| Prestwick Town            | PTW  | South Ayrshire           |                     | ScotRail                     | 0,254                             | 0,28                              | 0,282                             | 0,276                             | 0,321                             |
| Glasgow Prestwick Airport | PRA  | South Ayrshire           |                     | Scotrail                     | 0,087                             | 0,095                             | 0,114                             | 0,57                              | 0,767                             |
| Priesthill & Darnley      | PTL  | Glasgow City             |                     | ScotRail                     | 0,028                             | 0,051                             | 0,07                              | 0,079                             | 0,094                             |
| Princes Risborough        | PRR  | Buckinghamshire          | Wycombe             | Chiltern Railways            | 0,459                             | 0,413                             | 0,461                             | 0,501                             | 0,483                             |
| Prittlewell               | PRL  | Southend-on-Sea          |                     | National Express East Anglia | 0,109                             | 0,095                             | 0,119                             | 0,113                             | 0,111                             |
| Prudhoe                   | PRU  | Northumberland           | Tynedale            | Northern Rail                | 0,144                             | 0,149                             | 0,143                             | 0,154                             | 0,166                             |
| Pulborough                | PUL  | West Sussex              | Horsham             | Southern                     | 0,358                             | 0,358                             | 0,399                             | 0,442                             | 0,43                              |
| Purfleet                  | PFL  | Thurrock                 |                     | c2c                          | 0,273                             | 0,309                             | 0,379                             | 0,433                             | 0,396                             |
| Purley                    | PUR  | Groot-Londen             | Croydon             | Southern                     | 1,902                             | 1,891                             | 2,524                             | 2,735                             | 2,564                             |
| Purley Oaks               | PUO  | Groot-Londen             | Croydon             | Southern                     | 0,411                             | 0,401                             | 0,603                             | 0,645                             | 0,556                             |
| Putney                    | PUT  | Groot-Londen             | Wandsworth          | South West Trains            | 4,341                             | 4,261                             | 6,849                             | 9,828                             | 8,793                             |
| Pwllheli                  | PWL  | Gwynedd                  |                     | Transport for Wales          | 0,058                             | 0,06                              | 0,063                             | 0,06                              | 0,069                             |
| Pyle                      | PYL  | Bridgend                 |                     | Transport for Wales          | 0,048                             | 0,048                             | 0,044                             | 0,047                             | 0,055                             |

A · 
B · 
C · 
D · 
E · 
F · 
G · 
H · 
I · 
J · 
K · 
L · 
M · 
N · 
O · 
P · 
Q · 
R · 
S · 
T · 
U · 
V · 
W · 
X · 
Y · 
Z

Alle stations (sorteerbaar)